# شهرک (فیلم ۱۹۴۵)
«شهرک» (انگلیسی: The Town (1945 film)) یک فیلم کوتاه به کارگردانی جوزف فون اشترنبرگ است که در سال ۱۹۴۵ منتشر شد.